# Czarna Białostocka Miasto
Czarna Białostocka Miasto - wąskotorowy kolejowy Przystanek osobowy w mieście Czarna Białostocka, w województwie podlaskim, w Polsce. Znajduje się tu 1 peron.